# Margery Wolf
Margery Wolf (Santa Rosa, Califòrnia, 9 de setembre de 1933-Los Angeles, Califòrnia, 14 d'abril de 2017), fou una antropòloga, escriptora, acadèmica i activista feminista. Publicà moltes obres etnogràfiques que la feren famosa a la Xina i Estats Units. Les seues obres segueixen publicant-se i ensenyant-se a les universitats en l'actualitat.

## Biografia
Margery Wolf nasqué a Santa Rosa, Califòrnia, el 9 de setembre de 1933. Quan era nena, vivia a Humboldt Street amb els sos pares (Alvie Jones i Alvia Makee) abans de mudar-se a una granja de dues hectàrees a Brush Creek Road.
Margery Wolf es graduà als 16 anys en l'Escola Secundària Santa Rosa i en Santa Rosa Junior College al 1952. Es casà i es va mudar a Ithaca, Nova York. Completà el seu graduat en Art a la Universitat Cornell. El 1955, treballà com a assistent de recerca del psicòleg social William Lambert, codificant material etnogràfic com a part del projecte intercultural Sis cultures, que feia recerques a peu de camp en la criança i desenvolupament de xiquets en diversos temes.
De 1956 a 1957, Margery treballà per a Lambert i altres com a assistent de recerca al Centre d'Estudis Avançats en Ciències del Comportament de Stanford. Reconeixent el seu agut intel·lecte i la seua curiositat, Lambert, els antropòlegs Robert J. Smith i Lauriston Sharp i altres professors assessoraren Margery amb els seus mètodes de recerca en ciències socials.
Els Wolf visqueren a Taiwan durant dos anys, mentre Arthur realitzava treball de camp de doctorat a Taipei i als llogarets rurals propers abans de tornar a Ithaca al 1960. Sobre les seues experiències a Taiwan, Margery Wolf escrigué la seua primera i més coneguda obra, La casa de Lim: estudi d'una família de grangers xinesos, publicada el 1968. Aquest llibre li donà un estatus acadèmic a la Xina. Amb un enfocament particular sobre les dones i la família, la seua obra esdevingué pedra angular de la seua inusual i reeixida carrera acadèmica. Margery continuà escrivint i publicà Dones i família en la Taiwan rural al 1972 i Dones en la societat xinesa al 1975.
Entre 1980 i 1981, Margery dugué a terme un treball de camp etnogràfic patrocinat per l'Acadèmia Nacional de Ciències dels Estats Units en la República Popular de la Xina immediatament després que aquesta obrís les portes als acadèmics occidentals. Durant una beca posterior, escrigué al 1985 el seu llibre La revolució posposada: les dones en la Xinesa contemporània. A Stanford, Margery Wolf fou membre del Centre de Recerca sobre la Dona i participà activament en el feminisme de la segona onada.
El 1984, Wolf acceptà un lloc com a professora associada a la Universitat Duke, a Carolina del Nord. La contractà al 1985 la Universitat de Iowa com a professora titular d'antropologia i presidenta del programa d'estudis de la dona, i hi romangué fins a la jubilació, en la primavera de 2001.
El 1992 publicà Un conte tres vegades: feminisme, postmodernisme i responsabilitat etnogràfica. Després de la seua jubilació, Wolf tornà a Santa Rosa, on va publicar dues novel·les: Els horts, ambientada al comtat de Sonoma, i Allò que el búfal d'aigua forjà, ambientada a Taiwan i al comtat de Sonoma.

## La dona i la família a la Taiwan rural
Aquesta obra, editada el 1972, vol omplir alguns buits de coneixement en examinar les formes en què les dones taiwaneses rurals manipulen els homes i a elles mateixes per assolir els seus objectius personals. La font del poder de la dona i la seua llar en una estructura social dominada per homes és el que Margery Wolf anomena la família uterina, una unitat social de facto que consta de la mare i els seus fills.
Els primers quatre capítols es dediquen a contingut general: un breu repàs històric de Taiwan i una descripció dels escenaris en què es feren les observacions de l'autora; la història d'una família particular; la relació de les dones xineses amb el sistema de parentiu xinés; i les interrelacions entre les dones en la comunitat. Els deu capítols restants aborden les etapes successives del cicle de vida de la dona taiwanesa: infantesa, compromís, matrimoni, maternitat i vellesa. L'autora presenta informació detallada sobre temes com les negociacions matrimonials, el part, les pràctiques de capacitació infantil i l'organització de grups de dones.

## Un conte tres vegades: feminisme, postmodernisme i responsabilitat etnogràfica
Aquesta obra és la resposta imaginativa i poderosa des d'una perspectiva etnogràfica de l'autora a les qüestions metodològiques plantejades pels crítics feministes i postmodernistes de l'etnografia tradicional. L'autora utilitza tres textos desenvolupats a partir de la seua recerca a Taiwan: una peça de ficció, notes de camp antropològiques i un article de ciències socials per a explorar algunes d'aquestes crítiques.
Cada text té una perspectiva distinta, està escrit en un estil diferent i té resultats diversos, tot i que els tres textos involucren el mateix conjunt de fets. Una mare jove comença a comportar-se de manera aberrant i suïcida, i l'opinió del seu llogaret n'està molt dividida sobre el motiu. S'estava convertint en una xaman posseïda per un déu? Estava trastornada, l'havien de tancar, medicar o hospitalitzar? O estava sent manipulada cínicament pel seu marit per obtenir la simpatia i els diners dels veïns? Al final, la dona, la duen a ca la seua mare. Per a alguns vilatans, això resol el problema; per a altres, el debat sobre el seu comportament mai fou realment resolt.
El primer text és una història curta escrita poc després de l'incident, que succeí fa més de trenta anys (1989); el segon text és una còpia de les notes de camp recopilades sobre els fets descrits en la novel·la; el tercer text és un article publicat al 1990 en American Ethnologist, que analitza l'incident des de la perspectiva de l'autora.
Els tres textos s'emmarquen en dos capítols en què l'autora analitza problemes de teoria etnogràfica amb arguments reflexius i rigorosos. Wolf reconsidera algunes preocupacions feministes sobre els mètodes de recerca colonials i es preocupa per la insistència d'algunes feministes que els temes de la recerca etnogràfica els han d'establir aquells que són estudiats. El llibre conclou amb una petició de responsabilitat etnogràfica basada en una perspectiva menys acadèmica i més pràctica.

## La revolució posposada: les dones en la Xina contemporània
Aquest llibre examina fins a quin punt ha complert la Xina comunista revolucionària la fi del rol secundari de la dona en tots els àmbits: legals, polítics, socials i econòmics. Basat en quasi un any de recerca de camp i entrevistes a més de 300 dones en sis àrees rurals i urbanes molt separades, l'autora dona una imatge vívida de les dones xineses de hui: la seua vida quotidiana, les seues opinions sobre el present, les seues experiències i esperances de futur. Fins hui, segons Margery, no s'ha arribat en absolut a la igualtat: en condicions de treball, en sous, en oportunitats educatives. A les ciutats, i en menor mesura al camp, les dones estan millor que en la Xina prerevolucionària. Però enlloc, excepte en la retòrica del règim, són iguals als homes. Tampoc el futur immediat sembla massa lluent, donades les limitacions socials, el programa familiar del govern i la naturalesa de les noves polítiques econòmiques introduïdes al 1980.
En la mesura possible, les dones entrevistades parlen per elles mateixes. Algunes es refugien en discursos i lemes oficials del govern. Altres són tímides o prudents, però un nombre sorprenent s'anima a expressar opinions malgrat tenir sempre present la postura oficial del règim. Aquestes opinions, combinades amb les observacions astutes de l'autora sobre el context local i nacional, se sumen a una perspectiva nova sobre un problema massa familiar.